# کلیرمانت (نیوهمپشایر)
کلیرمانت (به انگلیسی: Claremont) شهری در ایالت نیوهمپشایر کشور ایالات متحده آمریکا است که جمعیت آن در سرشماری سال ۲۰۱۰ میلادی، ۱۳٬۳۵۵ نفر بوده‌است.

## نگارخانه

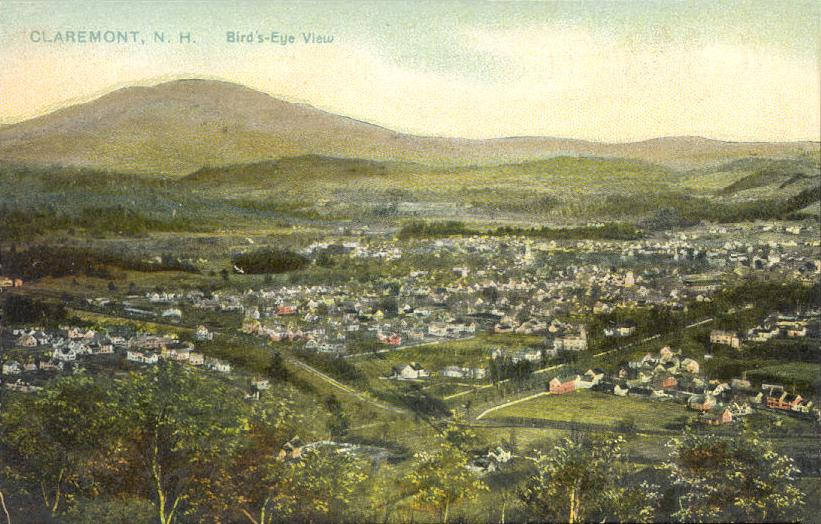
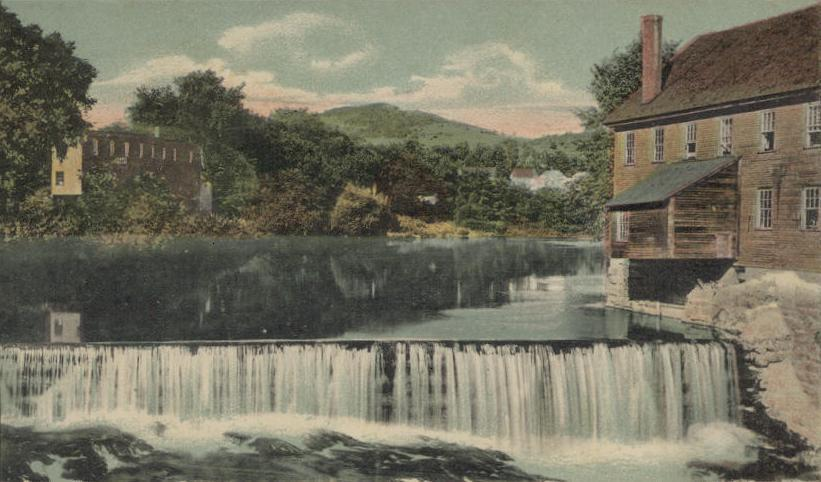
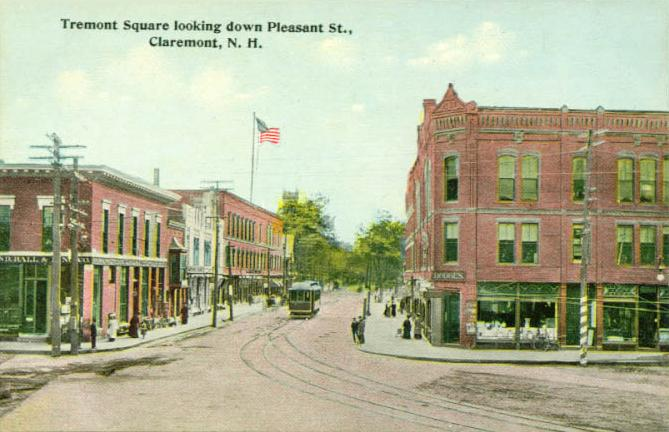
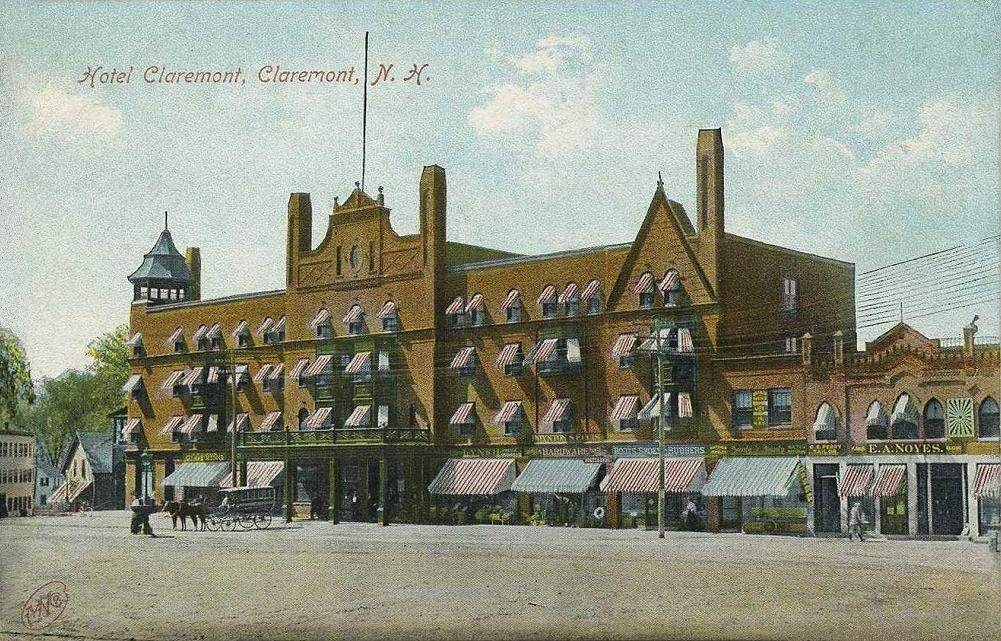
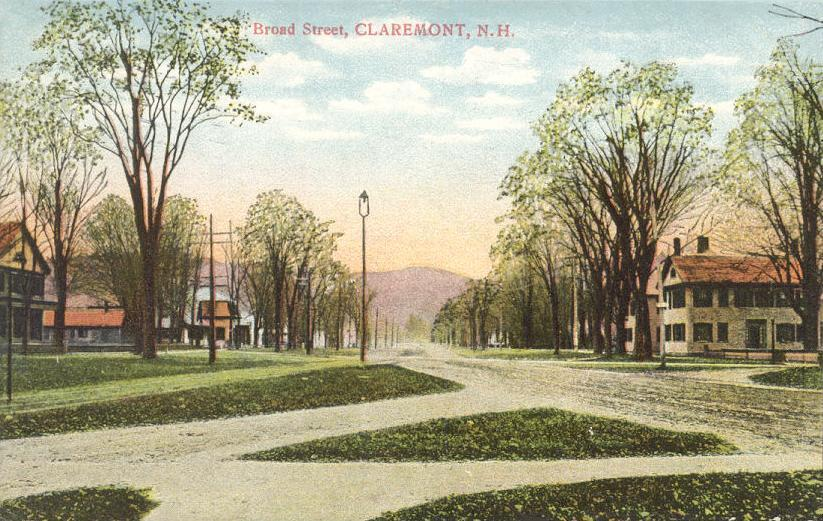
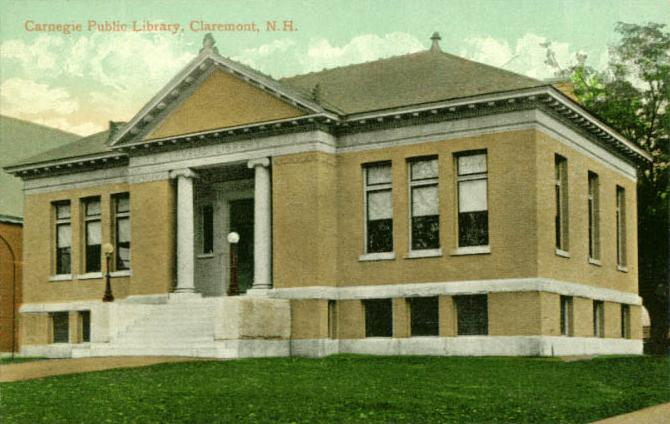
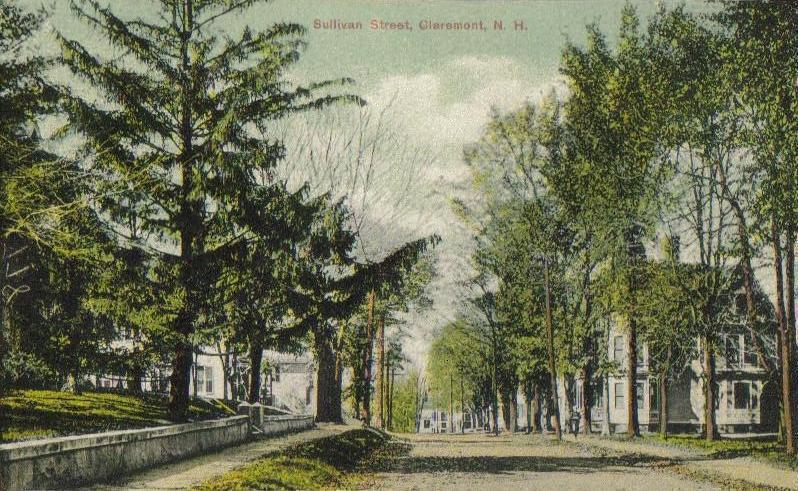
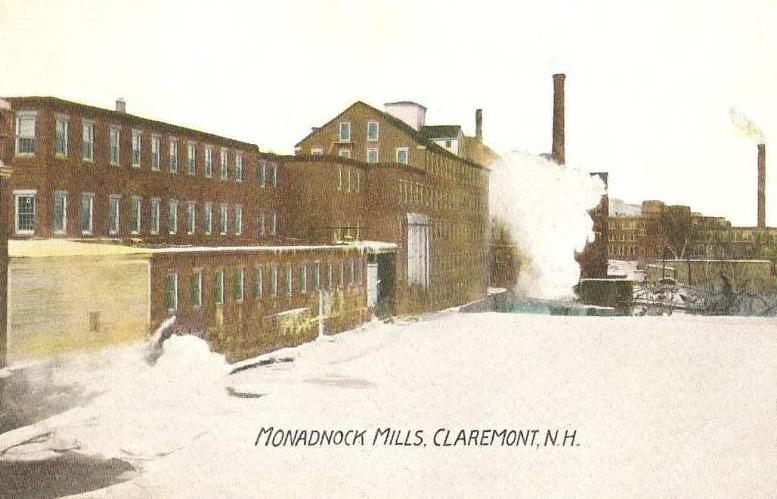

## موقعیت جغرافیایی
موقعیت جغرافیایی شهرها و مناطق اطراف به شرح زیر است: